# Franz Engelbert Barbo von Waxenstein
Franz Engelbert Barbo von Waxenstein (auch Franz Engelbert Barbo Graf von Waxenstein, Freiherr von Gutteneck, Päßberg und Zobelsberg; * 21. Juli 1664 in Krain; † 25. Dezember 1706 in Breslau) war Titularbischof von Dara und von 1704 bis 1706 Weihbischof in Breslau.

## Leben
Seine Eltern waren Reichsgraf Maximilian Valerius Barbo von Waxenstein und Maria Christiane, geborene Freiin von Brenner. Sie bestimmten Franz Engelbert, der ihr zweiter Sohn war, für den geistlichen Stand. Als Alumne des Collegium Germanicum studierte er von 1684 bis 1688 in Rom, wo er zum Priester geweiht wurde. 1690 erhielt er vom Breslauer Bischof Franz Ludwig von Pfalz-Neuburg ein Kanonikat am Breslauer Dom und wurde später auch Stiftsherr an der Breslauer Kreuzkirche sowie Konsistorialrat.

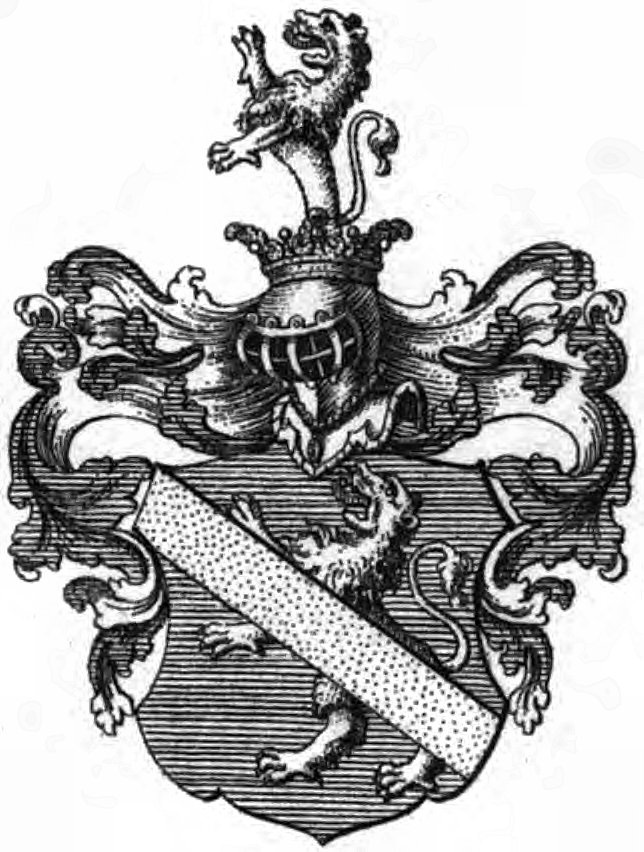
Wappen der Grafen Barbo von Waxenstein 1674

Nach dem Tod des Weihbischofs Johann Brunetti 1703 wurde er auf Vorschlag des Bischofs Franz Ludwig von Papst Klemens XI. zu dessen Nachfolger berufen und zugleich zum Titularbischof von Dara ernannt. Aus unbekannten Gründen verzögerte sich die Bischofsweihe bis zum 20. Februar 1704. Am 28. September 1704 weihte er die neu erbaute Wallfahrtskirche von Wartha und am 19. Oktober 1704 den Abt des Saganer Augustinerstifts Georg Müller. Während seiner kurzen Amtszeit erteilte er u. a. 125 Priesterweihen und spendete 18.631 Personen die Firmung. Außerdem ist die Weihe von drei weiteren Kirchen belegt sowie mehrerer Altäre, Kelche und Glocken. Außerdem setzte er sich für die Seligsprechung des Missionars Ceslaus von Breslau ein.
Er starb am 25. Dezember 1706 in Breslau. Anschließend blieb das Amt des Weihbischofs zwei Jahre unbesetzt.